# Corte Suprema de Justicia de Costa Rica
La Corte Suprema de Justicia de Costa Rica es el tribunal de mayor jerarquía del Poder Judicial en Costa Rica.
Todos los Tribunales y Juzgados que existen en el país dependen de la Corte. Su estructura organizativa obedece a tres factores: la materia de los asuntos a resolver, el territorio donde tienen lugar y la cuantía (monto de dinero que está involucrado en el asunto), que son los que determinan en qué despachos se debe resolver. Tanto la competencia territorial, como la cuantía los establece la Corte Suprema de Justicia.
La Corte Suprema de Justicia está integrada por 22 magistrados propietarios, cinco magistrados suplentes en las tres primeras Salas y siete magistrados suplentes en la Sala Constitucional. Los magistrados propietarios son nombrados por la Asamblea Legislativa por períodos de ocho años, mientras que los magistrados suplentes son nombrados por la Asamblea, de una lista de nombres recomendados enviada por los propietarios. 
Para cumplir en sus funciones, el Poder Judicial en Costa Rica está estructurado en tres ámbitos: Jurisdiccional (magistrados que forman la Corte Suprema de Justicia, Salas de Casación y los distintos jueces que laboran en los diferentes Tribunales de Casación, Tribunales Colegiados, Juzgados de Primera Instancia y Penales, Juzgados y Tribunales de Menor Cuantía, Contravencionales y de asuntos sumarios y pensiones alimentarias, y los Juzgados especializados en violencia doméstica); Auxiliar de Justicia (Organismo de Investigación Judicial, Ministerio Público, Departamento de Defensores Públicos, Escuela Judicial, Centro Electrónico de Información Jurisprudencial, Archivo y Registro Judiciales) y Administrativo (Consejo Superior, Dirección Ejecutiva, Departamento de Proveeduría, Contraloría de Servicios, Consejo de la Judicatura y Órganos Asesores).
Su sede, así como la del Organismo de Investigación Judicial y de los Tribunales Centrales de San José, se ubica en la Plaza de la Justicia en el Primer Circuito Judicial de Costa Rica, localizado en el Barrio González Lahmann de la ciudad de San José.

## Historia
La existencia de órganos judiciales separados de las labores administrativas y legislativas se inició en Costa Rica con la entrada en vigor de la Constitución de Cádiz en 1812. De conformidad con ese texto constitucional y la legislación derivada, especialmente una ley emitida el 9 de octubre de 1812, la administración de justicia en Costa Rica quedó confiada a los alcaldes constitucionales en cada población, con la Real Audiencia de Guatemala como tribunal de segunda y tercera instancia.

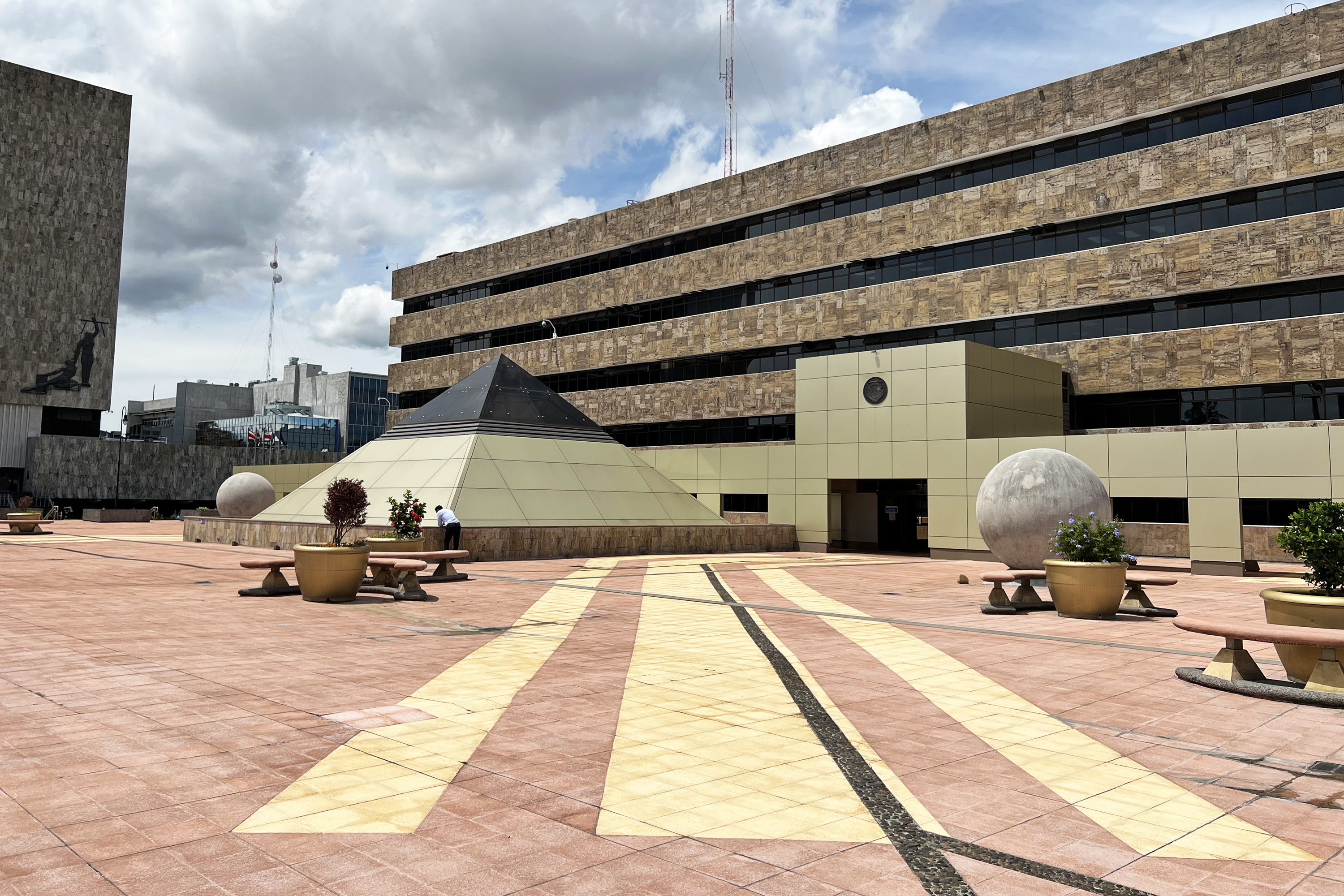
En el centro de la Plaza de la Justicia se observan dos reproducciones de las esferas de piedra de la cultura Diquís y una pirámide representando la balanza judicial. Atrás el edificio del Organismo de Investigación Judicial (OIJ).

Menos de dos meses después de que se recibiera en Cartago la noticia de la proclamación de la independencia en Guatemala y en León, los costarricenses se organizaron políticamente y formaron un gobierno propio. Los representantes de todas las poblaciones, reunidos en una asamblea constituyente conocida como Junta de Legados de los Pueblos, formularon el Pacto Social Fundamental Interino de Costa Rica el 1 de diciembre de 1821, conocido como el Pacto de Concordia. En él se estableció una Junta Superior Gubernativa para ejercer las funciones legislativas y ejecutivas y se dispuso que las funciones judiciales seguirían en manos de los alcaldes constitucionales, quienes debían administrar justicia conforme a la Constitución de Cádiz y la ley de 9 de octubre de 1812 y las demás leyes vigentes, y se establecían algunas reglas transitorias en cuanto a la segunda instancia, por carecerse de tribunal de alzada y no existir en esos momentos posibilidad de establecerlo.
Mediante Decreto V de 24 de septiembre de 1824 dictado por la Asamblea Nacional Constituyente de ese año, se dispone la división del Estado en tres poderes: Poder Legislativo, Poder Ejecutivo y Poder Judicial. En la rama judicial, el poder residiría en una Corte Superior de Justicia.
Sin embargo, no es sino hasta el 25 de enero de 1825, con la Ley Fundamental del Estado Libre de Costa Rica, que la idea de creación de un Poder Judicial se concreta constitucionalmente. La Corte vivió muchos problemas en los primeros tiempos de su instalación, el 1 de octubre de 1826. En esos tiempos, Costa Rica tenía inopia de abogados, lo que impidió al Poder Judicial entrar de lleno a cumplir las obligaciones estipuladas por la Constitución Política. Su integración fue difícil para un pueblo que casi no conocía esta profesión, y que además no contaba con suficientes letrados. Varios ciudadanos elegidos por el Congreso renunciaron a sus cargos antes de tomar posesión, por lo que incluso se estableció una multa para intimidar a aquellos que se negasen a desempeñarlos, dinero que pasaría a engrosar el tesoro público.
El 1 de octubre de 1826 se instala la Corte, hecho que consta en el mensaje en que el Poder Ejecutivo presentó a la Asamblea en marzo de 1827. Su primer Presidente fue el licenciado José Simeón Guerrero de Arcos y Cervantes, oriundo de Nicaragua. Los primeros presidentes que tuvo la Corte fueron nicaragüenses y guatemaltecos. Fue necesario esperar hasta 1837 para que un costarricense fuera nombrado presidente titular de la Corte Superior de Justicia, don Luz Blanco y Zamora. La situación mejoró a partir de 1843, cuando la Casa de Enseñanza de Santo Tomás se convirtió en universidad.
Por espacio de 20 años la administración de justicia se impartió con base en las Leyes de Indias, el Derecho castellano tradicional, las leyes de las Cortes españolas y diversas disposiciones emitidas por los órganos legislativos de Costa Rica y la Federación centroamericana. En 1841, el Jefe de Estado Braulio Carrillo Colina emitió el Código General del Estado de Costa Rica, que comprendió tres partes (civil, penal y procedimientos), lo cual sentó las bases del Derecho costarricense.
En 1843, don José María Alfaro Zamora, quien sustituyó a Francisco Morazán, convocó a una Asamblea Constituyente. Un año después, dicha Asamblea promulgó la nueva Constitución Política, en la cual se incluye por primera vez el nombre de Corte Suprema de Justicia y aumentó el número de magistrados a siete.
En 1852, Juan Rafael Mora Porras decretó la Ley Orgánica del Poder Judicial, que estableció la organización de la justicia y la forma de integrar dicho Poder por medio de miembros electos popularmente. La Constitución de 1859, emitida por una asamblea constituyente convocada por el presidente José María Montealegre Fernández exigió el requisito de ser abogado para la magistratura y creó un nuevo cargo: Conjuez Nato, y que hoy es Magistrado Suplente.

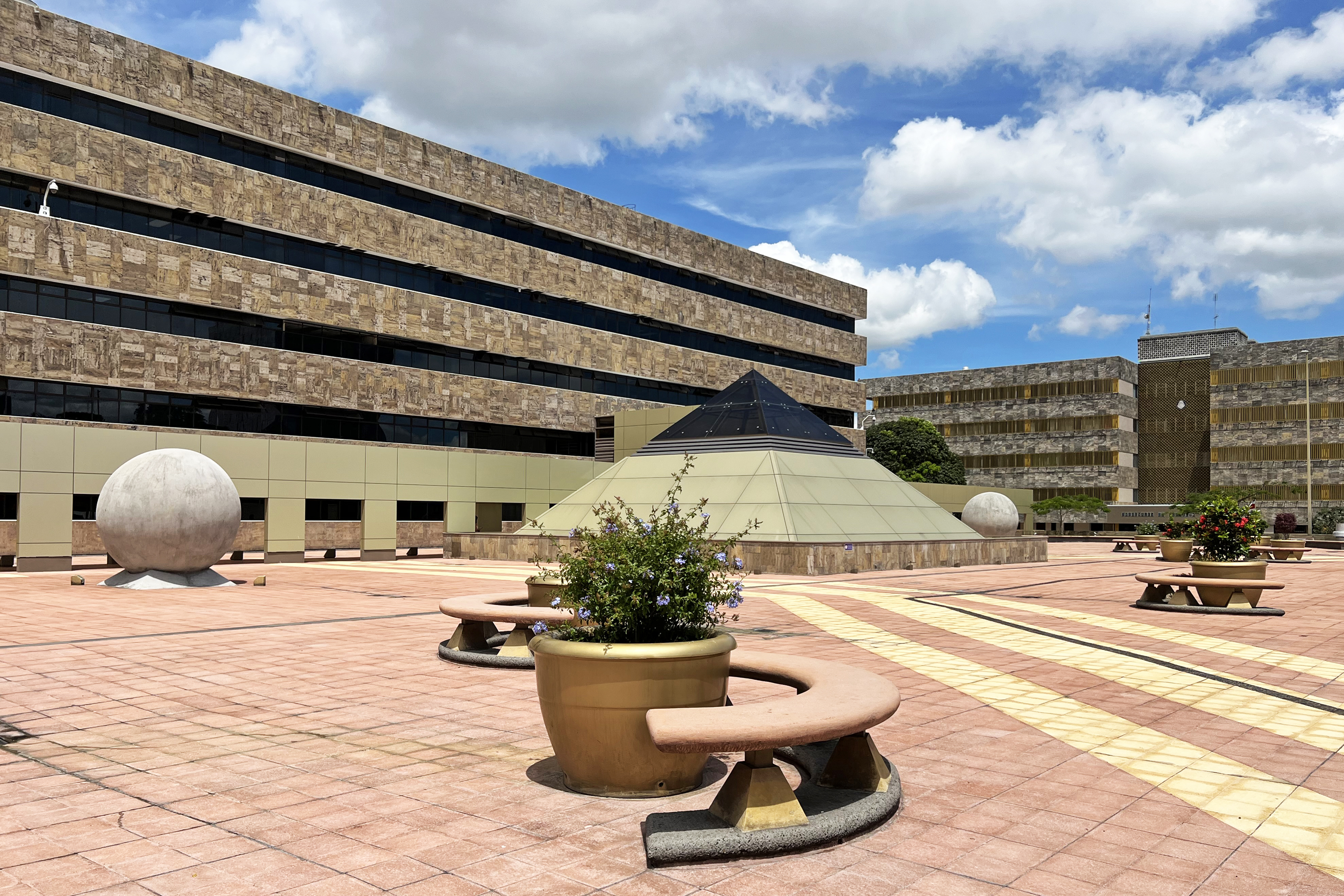
Al este del Circuito se ubican los Tribunales Centrales de San José, dándole la cara a la fachada principal de la Suprema Corte.

En los hechos militares de 1868, fue derrocado el presidente José María Castro Madriz. Con ello nació la redacción de una nueva Constitución Política. La Corte quedó dividida en dos Salas: Primera y Segunda, con un fiscal para cada una. El número de magistrados aumentó a nueve.
El ascenso del general Tomás Guardia Gutiérrez a la Presidencia en 1870, obligó a la redacción de una nueva Carta Fundamental, la Constitución de 1871. Estableció que el Poder Judicial quedaría conformado por la Corte Suprema de Justicia y demás Tribunales y Juzgados que la ley estableciera. En adelante, la Corte estaría dividida en dos Salas bajo la responsabilidad de un presidente, siete magistrados y un fiscal. Además, dispuso la elección de los magistrados por cuenta de la Asamblea Legislativa.
La Ley Orgánica de Tribunales en 1887 estableció por primera vez la independencia del Poder Judicial. La Constitución de 1917 tuvo poca duración, ya que el presidente Provisorio, Francisco Aguilar Barquero, la derogó para poner de nuevo en vigencia la de 1871.
El 6 de septiembre de 1937 se aprobó la Ley Orgánica del Poder Judicial, la cual reafirmó el Principio de Autonomía que este tiene en el ejercicio de sus funciones y estableció por primera vez la división de la Corte Suprema de Justicia en una Sala de Casación, una Civil y otra Penal. El número de magistrados aumentó a once.
En 1940 la Corte se reorganizó nuevamente en cuatro Salas de apelaciones, dos civiles, dos penales y una de casación. Desde ese momento quedó conformada la Corte con 17 magistrados.

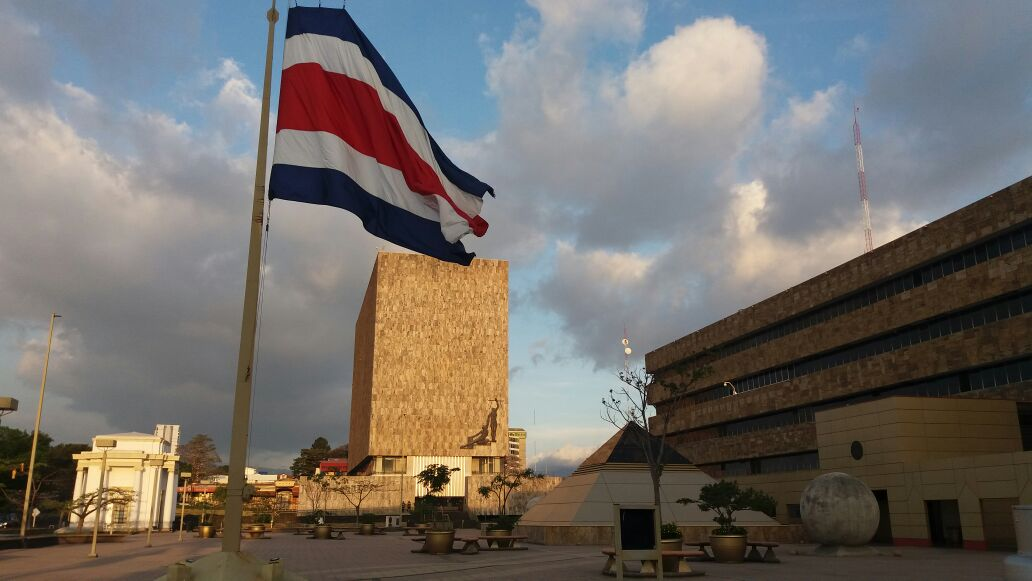
Vista de la Plaza de la Justicia en San José, donde se asientan la Corte Suprema y el Organismo de Investigación Judicial.

Producto de los hechos políticos de 1948 y la ascensión al poder de la Junta de Gobierno en ese año, quedó sin efecto la Constitución Política de 1871. El 7 de noviembre de 1949 la Asamblea Constituyente emitió la Constitución que rige la vida institucional del país hasta la actualidad.
Posteriormente se dio una serie de innovaciones de singular importancia en cuanto a la organización del Poder Judicial. Por ejemplo, se promulgó un nuevo Código Penal y dos años más tarde un Código de Procedimientos Penales. Este último produjo una reestructuración general de los Tribunales, al crearse los Tribunales Superiores Penales.
Con la reforma del artículo 177 de la Constitución Política el 25 de octubre de 1956, el Poder Judicial obtuvo independencia económica de los demás Poderes del Estado. El 30 de abril de 1980, la Asamblea Legislativa aprobó la Ley de Reorganización de la Corte Suprema de Justicia para mejorar su organización y la distribución del trabajo. Con esta disposición se convirtió las Salas Civiles y Penales en Salas de Casación Civil y Penal, y pasó la segunda instancia a los Tribunales Superiores. También con dicha ley se otorgó al Secretario de la Corte la facultad de autentificar firmas de los Notarios Públicos y funcionarios judiciales.
El 2 de junio de 1982 la Asamblea Legislativa aprobó la Ley de Reforma al artículo 162 de la Constitución Política, mediante la cual los magistrados de la Corte Suprema de Justicia obtuvieron el derecho de elegir al Presidente de esta misma. En septiembre de 1989 la Asamblea aprobó una nueva reforma a la Constitución. Esta vez, se modificaron los artículos 10, 48, 105 y 128, creando así la Sala Constitucional con el encargo de que en ella se realicen las declaratorias de inconstitucionalidad de cualquier clase de normas jurídicas y de los actos sujetos al Derecho público e integrada por siete magistrados, con lo que aumenta a 22 finalmente.
El 1 de enero de 1994, entró en vigencia la Ley n.º 7333 que reformó sustancialmente la Ley Orgánica del Poder Judicial. El 1 de enero de 1998 entró a regir la Ley de Reorganización Judicial que vino a reformar el Ordenamiento jurídico Penal y Procesal Penal. Asimismo, estableció una nueva organización y competencia de las oficinas judiciales, reformando parcialmente la Ley Orgánica del Poder Judicial y derogando otras leyes.

## Funciones
Éstas son algunas de las funciones que le competen:
- Informar a los otros Poderes del Estado en los asuntos en que la Constitución o las leyes determinen que sea consultada y darle su opinión cuando sea requerida acerca de los proyectos de reforma a la legislación codificada o que afecten la organización o funcionamiento del Poder Judicial.
- Proponer las reformas legislativa y reglamentarias que juzgue convenientes para mejorar la administración de la justicia.
- Aprobar el proyecto de presupuesto del Poder Judicial, el cual una vez promulgado por la Asamblea Legislativa, podrá ejecutar por medio del Consejo.
- Nombrar a los miembros propietarios y suplentes del Tribunal Supremo de Elecciones.
- Resolver las competencias que se susciten entre las Salas de la Corte, con excepción de los dispuesto por la ley respecto de la Sala Constitucional.
- Designar en votación secreta, al Presidente y Vicepresidente de la Corte por períodos de cuatro años y dos años respectivamente, quienes podrán ser reelectos por períodos iguales.
- Promulgar por iniciativa propia o a propuesta del Consejo Superior del Poder Judicial, los reglamentos internos de orden y de servicio que estime pertinentes.
- Conocer los recursos de casación y de revisión de las sentencias dictadas por las Salas Segunda y Tercera, cuando éstas actúen como tribunal de juicio o de única instancia.

La única excepción existente a la actividad jurisdiccional del Poder Judicial es la relativa a la materia electoral, cuyas decisiones corresponden exclusivamente al Tribunal Supremo de Elecciones, según el artículo 103 constitucional. Es decir, las resoluciones del TSE en materia electoral adquieren la condición de cosa juzgada material y no son susceptibles de ser impugnadas en la vía judicial.

## Ámbitos del Poder Judicial
Para cumplir con ese objetivo fundamental que le designa la Constitución Política, cual es el de administrar justicia, el Poder Judicial conformó una estructura dividida en tres ámbitos diferentes:

### Ámbito Jurisdiccional
Este ámbito está formado por los despachos encargados de administrar justicia. Aquí se refiere a los Magistrados que forman la Corte Suprema de Justicia, Salas de Casación y los distintos jueces que laboran en los diferentes Tribunales de Casación, Tribunales Colegiados, Juzgados de Primera Instancia y Penales, Juzgados y Tribunales de Menor Cuantía, Contravencionales y de asuntos sumarios y pensiones alimentarias, y los Juzgados especializados en violencia doméstica.

### Ámbito Auxiliar de Justicia
Incluye aquellos órganos que colaboran en la administración de la justicia como el Organismo de Investigación Judicial, el Ministerio Público, el Departamento de Defensores Públicos, la Escuela Judicial, el Centro Electrónico de Información Jurisprudencial y el Archivo y Registro Judiciales.

#### Defensa Pública

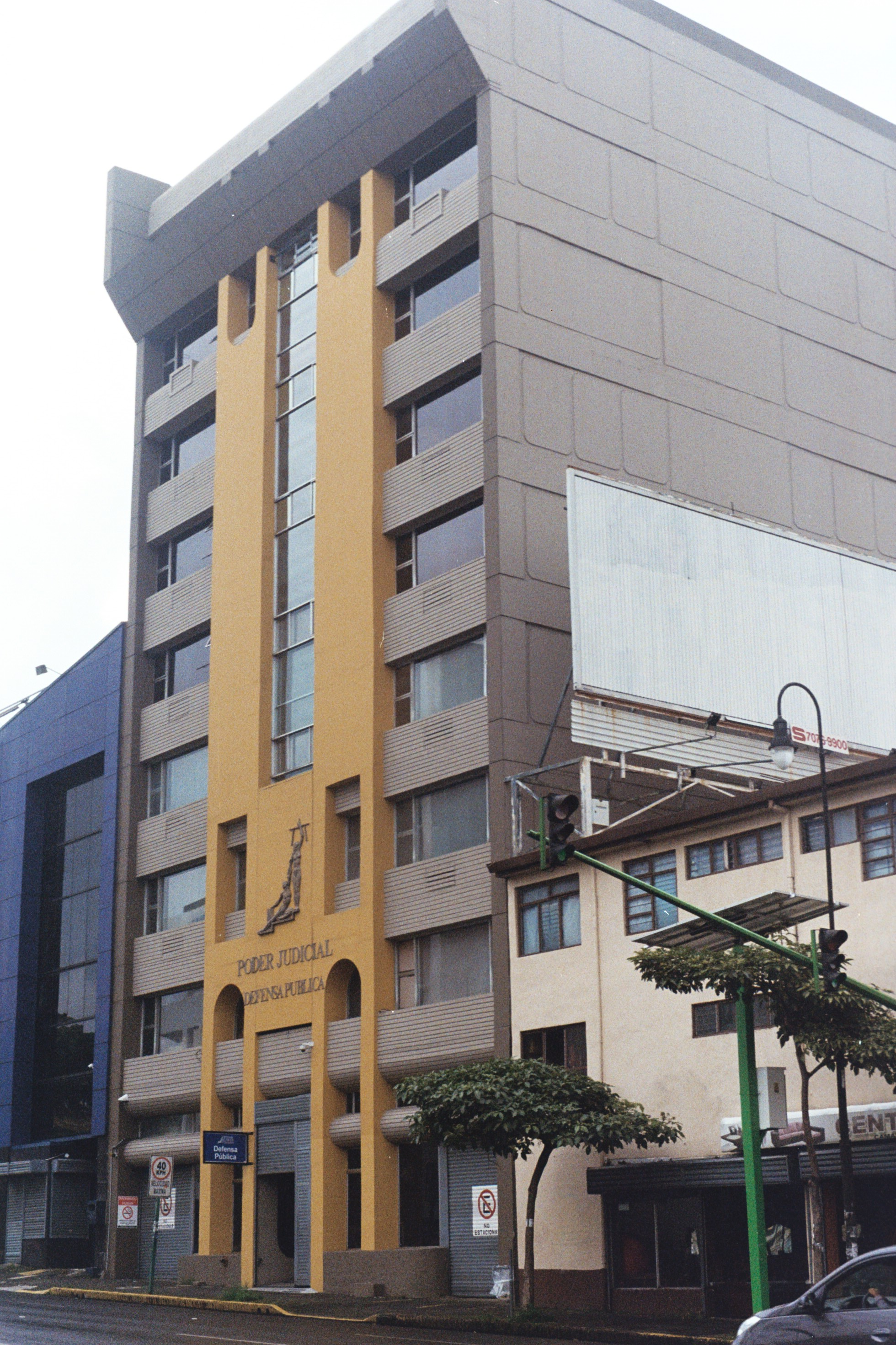
Edificio de la Defensa Pública en San José.

Para garantizar la Defensa Técnica,  ha habido una gran cantidad de legislaciones que hacen referencia a la defensa gratuita para el sujeto sometido a un proceso penal.  Ellas se dieron en distintos momentos históricos desde el año 1842 y culminaron en el período entre 1998 y 2001,  siendo que en este último año,  como parte del Presupuesto del Poder Judicial se incorporaron las plazas de Defensores Públicos en todo el país, dando así origen a una de las instituciones más representativas de un Estado Democrático y de Derecho: la Defensa Pública.
La función de los Defensores Públicos es la de proveer defensor público a todo imputado o prevenido que solicite sus servicios, así como en los procesos agrarios no penales cuando la parte lo solicite.
Los servicios de este abogado que se asigna a la defensa es gratuito para quienes no tienen medios económicos para sufragar el costo del proceso. Sin embargo, la autoridad que tramita la causa debe de advertir previamente que, si se demuestra que tiene solvencia económica, deberá asignar un abogado particular o bien pagar al Poder Judicial los servicios del mismo, según la fijación que hará el juzgador.
Marta Iris Muñoz se desempeñó como la Directora de la Defensa Pública desde el 2001 hasta octubre del 2017, defendiendo algunos casos de trascendencia nacional y en defensa de derechos de la mujer como el de la estadounidense Chere Lyn Tomayco en el 2008 y el de la indígena Olivia Bejarano en el 2010.
Desde el 2020 Juan Carlos Pérez Murillo se desempeña como Director de la Defensa Pública.

#### Escuela Judicial
Creada hace más de 35 años, el Poder Judicial de Costa Rica cuenta con una Escuela organizada y fortalecida para dar un apoyo muy importante en la administración de justicia eficiente y eficaz.
Su objetivo general es el de desarrollar programas de capacitación especializada, dirigida a los servidores judiciales, que permitan fortalecer de manera integral sus conocimientos y actitudes para el adecuado desempeño de sus funciones, contribuyendo con ello a una administración pronta y cumplida.
El Dr. Wilbert Arroyo Álvarez, fue su Director entre 1986 y 1988; volvió a ocupar el cargo entre 1997-1998.

#### Centro Electrónico de Información Jurisprudencial
La importancia de la jurisprudencia está acreditada por su carácter de derecho viviente y herramienta de suma utilidad para la decisión correcta, por esta razón, el Centro Electrónico tiene a su cargo la importante labor de procesar, analizar y clasificar jurídicamente las resoluciones de interés producidas por las Salas de Casación y Tribunales Colegiados, con el objeto de suministrar esa información a funcionarios judiciales, estudiantes, abogados y público en general, cuando sea requerida a través de distintos medios.

#### Archivo y Registro Judicial
El Registro tiene la función de registrar los antecedentes penales de los habitantes de la República. El archivo debe custodiar los expedientes fenecidos y abandonados por más de dos años, así como los documentos y libros que determine la Corte Plena.

### Ámbito Administrativo
Este ámbito cumple la importante función de apoyo al normal funcionamiento de la institución y está formado por el Consejo Superior, encargado de administrar los recursos de la institución y ayudado por los diversos departamentos administrativos, encabezados por la Dirección Ejecutiva, el Departamento de Proveeduría, la Contraloría de Servicios, el Consejo de la Judicatura y los Órganos Asesores.

#### Dirección Ejecutiva
Depende del Consejo Superior y está a cargo de un Director Ejecutivo. Entre las principales funciones está la de dirigir y supervisar los despachos a su cargo. Estos despachos son: Asesoría Legal, Departamento de Proveeduría, Departamento de Servicios Generales, Departamento Financiero Contable, Departamento de Publicaciones e Impresos, Departamento de Tecnología de la Información, Departamento de Seguridad, Biblioteca Judicial, Departamento de Trabajo Social y Psicología, Sección de Información y Distribución de Boletas, Servicio Médico de Empleados, así como las Unidades Administrativas Regionales.

#### Contraloría de Servicios
Uno de los servicios más recientes en el Poder Judicial es la Contraloría de Servicios, que inició sus funciones a partir del mes de diciembre del 2001.
Está constituida por un contralor general y subcontralor, que son nombrados por el Consejo Superior por un período prorrogable de 4 años. Además cuenta con el personal de apoyo necesario.
Su objetivo general es contribuir a que en la prestación del servicio público, el Poder Judicial funciona con un máximo de eficiencia con el fin de satisfacer oportuna y adecuadamente las legítimas demandas de los usuarios, así como brindarle la información que éstos requieran para orientar y facilitar su contacto con la institución.
La Contraloría de Servicios fue creada por la Corte Plena, en sesión n.º 33-2000 del 28 de agosto del 2000, artículo XXXIII y mediante el Plan Estratégico para el 2000-2005 en el que se plasmaron la visión, misión y valores esenciales que giran en torno a una administración de justicia concebida como un servicio público, ágil transparente y eficiente, que garantice la protección de los derechos y libertades de los usuarios, con el ser humano como su eje central.
Cualquier persona física o jurídica, incluidos los menores de edad, pueden acudir a la Contraloría de Servicios, sin costo alguno y sin necesidad del cumplimiento de formalidades especiales.

#### Consejo de la Judicatura
Este órgano trabaja coordinadamente con el Consejo Superior, ya que le corresponde supervisar el procedimiento de selección de los funcionarios administradores de la justicia. Está integrado por un Magistrado, quien lo preside un integrante del Consejo Superior, un integrante del Consejo Directivo de la Escuela Judicial y dos Jueces Superiores.

#### Órganos Asesores
En el plano administrativo, tanto el Consejo Superior como la Corte Plena, cuentan con una serie de órganos asesores que facilitan la labor en aquellos asuntos relacionados con la organización y funcionamiento del Poder Judicial.

## Salas de la Corte Suprema de Justicia
La Corte Suprema de Justicia tiene cuatro Salas, tres denominadas Salas de Casación y la Sala Constitucional. Respetando las diferencias de la materia en que se especializa cada Sala, la función general de las tres primeras es la de Casación; es decir, revisar fallos de Tribunales Colegiados, para ejercer sobre ellos un control de legalidad en cuanto al procedimiento como al fondo de la decisión, unificando criterios y conformando jurisprudencia.
Por su parte, la Sala Constitucional no es de casación, sino que cumple una función de control constitucional. Cada Sala de Casación la conforman cinco magistrados, mientras que la Sala Constitucional la integran siete magistrados.

### Sala Civil o Sala Primera
Está constituida por cinco magistrados y entre ellos un Presidente de Sala.
La Sala Primera conoce principalmente de recursos y conflictos en materia civil, comercial, contencioso-administrativa y agraria. Sus funciones incluyen:
- Casación y revisión en procesos civiles y comerciales ordinarios (excepto familia y procesos universales).
- Casación extraordinaria en contencioso-administrativo y civil de Hacienda, cuando intervienen altos órganos del Estado (Presidencia, ministerios, Asamblea Legislativa, Poder Judicial, TSE, CGR, Defensoría, entes descentralizados, etc.).
- Casación en actos complejos o bajo tutela administrativa cuando participan varios entes públicos.
- Casación sobre validez de reglamentos, materia tributaria y en interés del ordenamiento jurídico administrativo.
- Revisión en materia contencioso-administrativa y civil de Hacienda.
- Tercera instancia en jurisdicción agraria (cuando la ley lo permita).
- Reconocimiento de sentencias y laudos extranjeros en materia civil y comercial.
- Conflictos de competencia entre tribunales civiles o entre estos y otros tribunales.
- Conflictos entre tribunales contencioso-administrativos y de otras materias.
- Revisión de decisiones sobre competencia jurisdiccional en contencioso-administrativo.
- Competencia entre juzgados civiles de distintos tribunales superiores (salvo familia, laborales o universales).
- Conflictos de competencia entre autoridades judiciales y administrativas.
- Cualquier otro asunto que, por su naturaleza, no corresponda a otras salas.

### Sala Laboral o Sala Segunda
Las conforman cinco magistrados con su Presidente de Sala.
La Sala Segunda tiene competencia sobre asuntos de derecho laboral, sucesorio y concursal. Sus funciones principales son:
- Casación y revisión en juicios sucesorios, universales y sus ejecuciones (cuando no corresponda a la Sala Primera).
- Casación en procesos laborales, cuando la cuantía lo justifique o sea inestimable, incluyendo procesos de fueros especiales y tutela del debido proceso.
- Demandas de responsabilidad civil contra jueces de tribunales colegiados (excepto laboral de menor cuantía).
- Conflictos de competencia dentro de la jurisdicción laboral que no deban resolver otros tribunales especializados.
- Conflictos de competencia entre jueces civiles de diferentes territorios, cuando no corresponda a la Sala Primera.
- Reconocimiento de sentencias y laudos extranjeros, y auxilio judicial internacional en materias laboral, sucesoria y concursal.
- Casación y revisión en procesos de familia.
- Conflictos de competencia material entre juzgado de Familia y otros, cuando el de Familia ha prevenido; y territoriales entre juzgados de Familia.
- Demandas de responsabilidad civil contra jueces de tribunales colegiados de Familia.
- Apelaciones sobre competencia internacional en materia familiar.
- Reconocimiento de sentencias y laudos extranjeros y auxilio judicial internacional en materia de familia, salvo competencia de otras salas.

### Sala Penal o Sala Tercera
Está conformada por cinco magistrados y su Presidente de Sala.
La Sala Tercera es la máxima instancia en materia penal del país. Sus funciones clave son:
- Conocer los recursos de casación y revisión en materia penal de adultos y penal juvenil.
- Conocer causas penales contra miembros de los Supremos Poderes y otros funcionarios con fuero especial.
- Resolver conflictos de competencia entre tribunales de apelación penal.
- Conocer los asuntos adicionales que las leyes le asignen específicamente.
- Conocer del auxilio judicial internacional y del reconocimiento y eficacia de sentencias y laudos extranjeros en materia penal, salvo competencia de otras salas.

### Sala Constitucional
Su función se fundamenta en velar por la protección de los derechos fundamentales consagrados en la Constitución Política y en los demás instrumentos de Derecho internacional ratificados por Costa Rica, con el cumplimiento efectivo de sus normas.
Le corresponde a la misma Sala decidir sobre su propia competencia, así como conocer las cuestiones incidentales que surjan ante ella y de las perjudiciales conexas. Con ello se trata de evitar que, asuntos propios de la jurisdicción constitucional, sean resueltos por otros tribunales ajenos a la materia, además de que se logra una unidad jurisprudencial necesaria para salvaguardar el Principio de Seguridad Jurídica y el Principio de Supremacía Constitucional.
La Ley de la Jurisdicción Constitucional también consagra el Principio de Celeridad e impulso procesal de oficio, dado que la Sala debe actuar de oficio y con la mayor celeridad, sin que pueda invocar la inercia de las partes para retardar el procedimiento. Dentro de este mismo orden de ideas, los plazos establecidos en la ley no pueden ser prorrogados por ningún motivo, por lo que cualquier retardo en su cumplimiento es sancionado disciplinariamente, sin perjuicio de la acción por responsabilidad civil que cupiere contra el funcionario infractor.
La Sala solo está sometida a la Constitución, a la ley y su jurisprudencia y precedentes son vinculantes erga omnes, salvo para sí misma. Esta disposición es importante dado que lo resuelto por la Sala es vinculante para los demás órganos públicos, tanto administrativos como judiciales, así como para todos los particulares.

#### Recurso de Habeas Corpus
Artículo 15 de la Ley de Jurisdicción Constitucional:

Para garantizar la libertad e integridad personales, contra los actos u omisiones que provengan de una autoridad de cualquier orden, incluso judicial, contra las amenazas a esa libertad y las perturbaciones o restricciones que respecto de ella establezcan indebidamente las autoridades, lo mismo que contra las restricciones ilegítimas del derecho de trasladarse de un lugar a otro de la República y de libre permanencia, salida e ingreso en su territorio.

Como puede observarse, el objeto del Habeas Corpus es amplio, pues tutela no solo las amenazas, perturbaciones y violaciones de la libertad personal, sino también las restricciones ilegítimas de la libertad de tránsito que provengan de cualquier autoridad, incluidas las judiciales.
Las sentencias estimatorias condenan siempre, en abstracto, al Estado al pago de los daños y perjuicios y costas del recurso, lo cual permite que el particular afectado por una restricción ilegítima de su libertad personal o ambulatoria pueda resarcirse, en la vía contensioso administrativa, de los daños y perjuicios sufridos en su esfera jurídica como consecuencia directa de los actos espurios anulados por la Sala.
Cualquier persona puede presentar un recurso de Habeas Corpus, sin necesidad de que medie un asesor legal o abogado. Asimismo puede interponerlo en su favor o en favor de otra persona.

#### Recurso de Amparo
Artículo 48 de la Constitución Política:

[...] y al recurso de amparo para mantener o restablecer el goce de otros derechos consagrados en esta Constitución, así como de los de carácter fundamental establecidos en los instrumentos internacionales sobre derechos humanos, aplicables en la República [...]

El recurso de amparo garantiza los derechos y libertades fundamentales, salvo los tutelados por el Habeas Corpus. Por consiguiente, este recurso procede contra toda disposición, acuerdo o resolución y, en general, contra toda acción, omisión o simple actuación material no fundada en un acto administrativo eficaz, de los servidores y órganos públicos, que haya violado, viole o amenace violar cualquiera de aquellos derechos.
El amparo procede no solo contra actos arbitrarios, es decir, los dictados sin fundamento legal alguno, sino también contra las actuaciones u omisiones fundadas en normas erróneamente interpretadas o indebidamente aplicadas. La mayoría de las violaciones por parte de las autoridades públicas, no tienen su origen en actos arbitrarios, es decir, dictados por capricho subjetivo del funcionario sin ningún fundamento normativo, sino más bien por una interpretación errónea o una aplicación indebida de normas.
Al igual que el recurso anterior, tampoco se requiere de la asistencia de un abogado para ser presentado.

#### Acción de Inconstitucionalidad
La Ley de la Jurisdicción Constitucional prevé tres mecanismos para ejercer el control de constitucionalidad: la Acción de Inconstitucionalidad, la Consulta Legislativa y la Consulta Judicial.
Acción de Inconstitucionalidad: se puede impugnar la validez de cualquier acto subjetivo de las autoridades públicas y cualquier norma, inclusive aquellas emanadas de los particulares, que violen alguna norma o principio constitucional o algún tratado vigente en la República.
La inconstitucionalidad puede ser tanto por vicios materiales como procedimentales, como ocurre con las leyes que pueden impugnarse cuando hayan sido aprobadas con violación de algún requisito fundamental del procedimiento legislativo.
Consulta Legislativa: es el procedimiento mediante el cual al menos diez diputados pueden solicitar a la Sala, luego de que un proyecto de ley haya sido votado en primer debate y todavía se encuentre en discusión en el tercero, que se pronuncie sobre si su articulado contiene vicios o no de inconstitucionalidad. Las resoluciones de la Sala, solo son vinculantes cuando establezca vicios de procedimiento. Se trata de un típico control de constitucionalidad a priori, que técnicamente integra el procedimiento legislativo.
Consulta Judicial: mediante la que cualquier juez de la República puede solicitar a la Sala que se pronuncie acerca de la posible inconstitucionalidad de una disposición que debe aplicar en la resolución de un caso bajo su jurisdicción. El dictado de la sentencia se suspende hasta que la Sala haya resuelto lo que corresponda. Los efectos de la sentencia de la Sala, en este caso, son los mismos que en una acción de inconstitucionalidad.

## Tribunales de Casación
La Ley prevé la creación de Tribunales de Casación en todas las materias. Actualmente solo funciona en la materia penal.
Al Tribunal de Casación Penal le corresponde conocer:
- Del recurso de casación y del procedimiento de revisión, en asuntos de conocimiento del Tribunal de Juicio integrado por un juez.
- En apelación de las resoluciones que dicten los jueces del Tribunal de Juicio, cuando la ley acuerde la procedencia del recurso.
- De las apelaciones en asuntos de migración y extranjería, que la ley establezca.
- De los impedimentos, las excusas y las recusaciones, de sus integrantes propietarios y suplentes.
- De los conflictos de competencia que no deban ser resueltos por los Tribunales de Juicio.
- De los conflictos de competencia suscitados entre los juzgados contravencionales y Tribunales de Juicio.
- De los demás asuntos que se determinen por ley.

## Tribunales
Existen diferentes tipos de Tribunales según la materia que les corresponde resolver.
Estos son:
- El Tribunal de Familia.
- El Tribunal I y II de Civil.
- El Tribunal de Notariado.
- El Tribunal Penal.
- El Tribunal de Casación Penal.*
- El Tribunal Contencioso Administrativo.*
- El Tribunal de Juicio y Penal Juvenil.*
- El Tribunal de Mayor y Menor Cuantía de Trabajo.*
- El Tribunal Agrario.*

(*)Únicamente en el Primer y Segundo Circuitos Judiciales de San José.
Todos estos Tribunales tienen competencia y jurisdicción en todo el país. En el caso de las provincias, éstas cuentan con un Tribunal de Juicio que resuelven conflictos en materia penal, civil y laboral.
Los Tribunales estarán integrados por el número de jueces que sea necesario para el buen y eficiente servicio público, con un coordinador que sus integrantes elegirán internamente. Los asuntos podrán ser resueltos por tribunales unipersonales o colegiados (formados por tres jueces) dependiendo de la complejidad del conflicto.

### Principios de Organización y Funcionamiento
Para garantizar una independencia efectiva en la organización y funcionamiento de los tribunales de justicia, la Constitución y las leyes prevén una serie de principios que se comentan a continuación.

#### Garantía de Juez Natural
En primer término, está la garantía del juez natural, recogido por el artículo 35 de la Constitución Política.
Por otra parte, los artículos 121.20 y 152 de la misma, otorgan al Poder Legislativo la atribución exclusiva de crear tribunales de justicia. Donde se deduce que el Poder Ejecutivo está constitucionalmente inhibido para crear tribunales o fijar la competencia de estos.
Este principio se conoce con el nombre del juez natural, es decir, aquel creado conforme a los principios constitucionales y que son competentes para conocer todos los casos y respecto de todas las personas. En otros términos, este principio prohíbe la creación de tribunales para que conozcan de determinados casos o juzguen a una o varias personas en particular.

#### Principio de Imparcialidad de Jueces
Para garantizar la imparcialidad del juez, no es suficiente la independencia de los órganos judiciales respecto de los otros Poderes y órganos constitucionales, sino que, además, es necesaria la independencia interna en relación con los otros tribunales. Con ello se trata de que el juez se coloque en una posición de efectiva imparcialidad respecto de los intereses de las partes en conflicto. El artículo 41 constitucional exige que la justicia no solo sea pronta y cumplida, sino también "en estricta conformidad con las leyes".
Dentro de este orden de ideas, el artículo 154 constitucional dispone que:

"El Poder Judicial sólo está sometido a la Constitución y a la ley, y las resoluciones que dicte en los asuntos de su competencia no le imponen otras responsabilidades que las expresamente sean aladas por los preceptos legislativos".

Esta garantía queda reforzada por lo dispuesto en el artículo 155 ibídem, según el cual:

"Ningún tribunal puede avocar el conocimiento de causas pendientes ante otro. Únicamente los tribunales del Poder Judicial podrán solicitar los expedientes ad effectum vivendi".

O sea, para verlos con el fin de formar mejor criterio sobre un asunto bajo su conocimiento. Es decir, cada tribunal tiene competencia propia y exclusiva para resolver los asuntos sometidos a su jurisdicción, sin interferencias de otros tribunales u órganos judiciales.
Por ello, cuando los jueces violan dicho principio de imparcialidad, cometen el delito de prevaricato y pueden ser objeto de responsabilidad tanto penal como civil. El prevaricato consiste en fallar un caso contra lo que establece la ley o con pruebas inexistentes en el expediente.

#### Prohibición del Juez en instancias
El artículo 42 constitucional consagra la garantía de que el mismo juez no puede serlo en diversas instancias para la decisión de un mismo caso. Con esta garantía se evita que las diversas instancias judiciales se conviertan en una sola, pues si el mismo juez que falla un caso en primera instancia puede también conocerlo en apelación como resultado de un recurso de casación, en tal hipótesis se haría nugatorio el derecho que tienen los administrados de que cualquier asunto judicial pueda ser reconocido al menos en dos instancias diferentes.

#### Respeto a la Cosa Juzgada
El mismo artículo 42 constitucional precitado establece la prohibición de reabrir causas penales fenecidas y juicios fallados con autoridad de cosa juzgada, salvo cuando proceda el recurso de revisión.
En síntesis, la sentencia pasada en autoridad de cosa juzgada material impide que el asunto decidido en ella pueda ser nuevamente ventilado ante el mismo tribunal u otro. Con ello se le otorga el carácter de verdad legal definitiva a lo resuelto por una sentencia firme. Queda salvo, los raros casos en que procede el juicio de revisión, como ocurre en materia penal, cuando por error material se condena a una persona por otra, o cuando en un juicio civil posteriormente aparecen pruebas, no conocidas al momento de dictarse el fallo, que varían totalmente su contenido.

## Juzgados
Los Juzgados al igual que los tribunales están estructurados según su competencia, según la materia, la cuantía y el territorio. Los diferentes órganos que administran justicia lo hacen dentro de un determinado territorio o plano geográfico delimitado y dentro de una materia. Esto sucede sin perjuicio de que existan juzgados que se dediquen a varias materias, esto porque la población es muy reducida, no resulta práctico ni conveniente tener un juzgado por cada una de ellas.
Según la materia, los juzgados resuelven asuntos en materia civil, laboral, de familia, pensiones alimentarias, violencia doméstica, penales, contravencionales, de tránsito contencioso administrativos y civil de hacienda, penal juvenil, niñez y adolescencia, ejecución de la pena y agrarios.
El territorio de un juzgado está determinado por la Corte, la cual tiene una división territorial propia. Esta división judicial está dada partiendo del principio del adecuado servicio público, de ahí que se hace tomando en cuenta aspectos relativos al acceso de los ciudadanos a la justicia y viceversa.
La cuantía (cantidad de dinero pedido en un conflicto) no es propia de todas las materias (solo en civil, contencioso administrativo y laboral) y, además, funciona de dos maneras: una en la que se divide la competencia de los tribunales en mayor y menor cuantía, y la otra en que indica que tiene acceso a la casación en materia civil y laboral.
De esta manera se encuentran a los juzgados divididos de la siguiente forma.

### Juzgados de Menor Cuantía y Contravencionales
Estos juzgados son los siguientes:
- Juzgados de Menor Cuantía en Materia Civil.
- Juzgados de Menor Cuantía en Materia de Trabajo.
- Juzgados Contravencionales en Materia Penal.
- Juzgados Contravencionales en Materia de Tránsito.
- Juzgados Civiles de Hacienda y Asuntos Sumarios.
- Juzgados de Pensiones Alimentarias.

### Juzgados de Mayor Cuantía y Penales
Estos juzgados son los siguientes:
- Juzgados Civiles.
- Juzgados Penales.
- Juzgados Penales Juveniles.
- Juzgados de lo Contencioso Administrativo y Civil de Hacienda.
- Juzgados de Familia.
- Juzgados de Trabajo.
- Juzgados Agrarios.
- Juzgados de Ejecución de la Pena.

## Casos recientes

### Selección de magistrados suplentes
En el mes de julio del año 2008 el diario costarricense La Nación reveló que un magistrado suplente de la Sala Constitucional había dado asesorías jurídicas a la Casa Presidencial. El entonces magistrado suplente Federico Sosto López reconoció a dicho diario haber emitido varias opiniones legales al gobierno de manera gratuita, en su calidad de abogado litigante y experto en Derecho Público. Varios diputados de la Asamblea Legislativa reclamaron la renuncia de entonces magistrado suplente. h Según informó el mismo diario, Federico Sosto López fue designado como magistrado suplente por periodos discontinuos por el presidente de la Corte Suprema de Justicia Luis Paulino Mora Mora.
La Corte Suprema de Justicia creó un sistema informático para designar magistrados suplentes en el mes de septiembre del año 2009, tras las críticas por los nombramientos del entonces magistrado suplemte Federico Sosto López. Este renunció a su cargo luego de ser cuestionado por algunos diputados por brindar asesorías jurídicas al Poder Ejecutivo. Los magistrados suplentes son electos por la Asamblea Legislativa y era el presidente de la Corte quien designaba el rol de sus labores. Antes del año 2003, el instrumento utilizado para efectuar dicha rifa era una rueda que almacenaba esferas, similar a las que se utilizan en los juegos de lotería o bingo.
El nuevo método se denomina Sistema de Sorteo de Magistrados Suplentes del Poder Judicial. A este sistema informático pueden ingresar solamente ciertas personas autorizadas. Cuando una Sala necesita un suplente, solicita la ejecución del sorteo a la Presidencia de la Corte. El sistema genera una lista de suplentes. Después el presidente de la Corte ingresa al sistema y oprime un botón digital para que el programa seleccione aleatoriamente al suplente. Se informó que el sistema es fiscalizado por la Auditoría de la Corte Suprema.

### Esposo de Magistrada dirige consultoría en Poder Judicial
El Poder Judicial contrató una consultoría informática por $1.8 millones a cargo de Indra Sistemas S. A. Empresa con la cual, el esposo de magistrada Ana Virginia Calzada, tiene una relación. El presidente de la Corte Suprema de Justicia, Luis Paulino Mora, quien firmó el contrato con la firma encargada de la consultoría, el 2 de septiembre de 2008, dijo al diario costarricense La Nación, que él no sabía sobre la presencia del esposo de la magistrada en la consultoría. También Ana Virginia Calzada, presidenta de la Sala IV, dijo que no conocía que su esposo laborara con Indra Sistemas S. A.